# Ранчо-Кордова
Ранчо-Кордова (англ. Rancho Cordova) — город в округе Сакраменто в штате Калифорния в Соединённых Штатах Америки.
Согласно данным переписи населения США 2020 года число жителей города 
составляло 79 332 человека, что, для такого небольшого населённого пункта, существенно больше (+ 22.5%), чем было во время предыдущей переписи проводившейся в 2010 году (64 776 человек).

## История
Сообщество было названо в честь виноградника Cordova, который находился в центре мексиканского земельного гранта Rancho Río de los Americanos. Прежде чем оно было официально названо Rancho Cordova оно носило названия Cordova Vineyards и Cordova Village, сменив их на современное, когда в 1955 году в посёлке было открыто отделение Почтовой службы США Rancho Cordova.
Во время золотой лихорадки в середине XIX века вокруг Ранчо-Кордова было обустроено множество золотых приисков, и следы некоторых из них остались до сих пор.
16 февраля 2000 года близ города произошла авиакатастрофа самолёта DC-8.
1 июля 2003 года Ранчо-Кордова был включён в реестр штата и официально получил статус города.
Дважды (2010 и 2019) город был награждён премией «All-America City Award» (с англ. — «Всеамериканский город») присуждаемой Национальной гражданской лигой, которую неофициально называют «Нобелевской премией за конструктивное гражданство» и которая выдается за активную гражданскую позицию жителей некорпоративных сообществ Соединённых Штатов в жизни местного самоуправления.
Несколько архитектурных объектов города, включая Американ Ривер Гранж Холл, занесены в Национальный реестр исторических мест США.
В Ранчо-Кордова размещены производственные мощности компании Aerojet Rocketdyne, которая является одной из крупнейших в сфере разработки и изготовления жидкостных ракетных двигателей.

## География
Ранчо Кордова находится в долине Сакраменто. Высота в целом ровной местности составляет приблизительно 118 футов (36 метров) над уровнем моря.
Согласно данным Бюро переписи населения США, общая площадь города составляет 33,9 квадратных мили (88 км2), из которых 33,5 квадратных миль (87 км2) занимает суша, а 0,4 квадратных мили (1,0 км2) приходится на водную поверхность.

## Климат
Как часть большого района Сакраменто, Ранчо Кордова, согласно системе классификации климатов Кёппена, находится в зоне средиземноморского климата с жарким летом, который на климатических картах сокращённо обозначается аббревиатурой «Csa». 
Лето жаркое и сухое, а зима прохладная и дождливая. Среднемесячные высокие температуры колеблются от 56,0 °F (13,3 °C) в январе до 92,6 °F (33,7 °C) в июле, а низкие — от 39,2 °F (4,0 °C) в январе до 59,2 °F (15,1 °C) в июле.
Годовое количество осадков составляет около 18,14 дюймов (46,1 см), при этом большая часть осадков выпадает в период с декабря по март.